# Mszczonów
Mszczonów ist eine Stadt im Powiat Żyrardowski der Woiwodschaft Masowien in Polen. Sie ist Sitz der gleichnamigen Stadt-und-Land-Gemeinde mit 11.440 Einwohnern (Stand 31. Dezember 2020).

## Geographie
Mszczonów liegt 44 km südwestlich von Warschau.

## Geschichte
Die erste urkundliche Erwähnung von Mszczonów stammt aus dem Jahr 1245. Grabungen in der Mitte der 1990er Jahre förderten Gräber aus der Mitte des zwölften Jahrhunderts zu Tage. 1377 bekam Mszczonów das Stadtrecht verliehen. Die Stadt wurde bei mehreren Bränden zerstört und anschließend wiederaufgebaut. 1778 wurde zum ersten Mal ein jüdischer Bürger in den Rat der Stadt aufgenommen.
In Mszczonów lebten zwischen den Weltkriegen etwa 2200 Juden, das war rund die Hälfte der Bevölkerung. Die Stadt hatte ein reges jüdisches Leben, die Kinder erhielten hebräischen Unterricht. Während des Überfalls auf Polen wurde die Stadt bombardiert und zunächst von der Wehrmacht eingenommen. Nach der Einnahme der Stadt am 8. September wurden 13 polnische Kriegsgefangene von der Wehrmacht ermordet. Am 11. September gelang es der polnischen Armee, die Stadt zurückzuerobern. Die polnischen Soldaten verließen jedoch die Stadt am selben Tag. Die nachrückenden Wehrmachtsverbände ermordeten daraufhin den Bürgermeister, mehrere Geistliche und einen Arzt. Pfarrer Aleksander Tański wurde erschossen, während er einen Verwundeten verband. Während der anschließenden deutschen Besetzung kam es sofort zu Übergriffen und Ermordung von dreizehn Juden durch deutsche Soldaten. Wenig später wurde die Synagoge in Brand gesetzt, in der sich obdachlose Juden eingerichtet hatten und nun verbrannten. Im Dezember 1939 wurden die Errichtung eines Judenrats und die Kennzeichnung der Juden mit einer Davidstern-Armbinde angeordnet. Ende 1940 wurde ein Zwangsghetto eingerichtet und am 6. Februar 1941 erfolgte die Deportation von ungefähr 2000 Juden ins Warschauer Ghetto. Am 8. Juli 1942 wurden auch die noch verbliebenen Arbeiter nach Warschau deportiert.
Am 6. September 1939 wurde die Stadt von der deutschen Luftwaffe bombardiert. Am Ende des Krieges war die Stadt zu 85 % zerstört. Am 16. Januar 1945 war die deutsche Besatzung beendet.
Zwischen 1960 und 1972 war Mszczonów Sitz der Gromada Mszczonów. Von 1975 bis 1998 gehörte Mszczonów zur Woiwodschaft Skierniewice.

## Gemeinde
Zur Stadt-und-Land-Gemeinde (gmina miejsko-wiejska) Mszczonów mit einer Fläche von 144,9 km² gehören die Stadt selbst und 34 Dörfer mit Schulzenämtern.

## Sehenswürdigkeiten
- Herrenhaus aus dem 19. Jahrhundert.
- Jüdischer Friedhof

## Verkehr
Der durch die Stadt verlaufende Teil der Droga krajowa 8 wird zu einem späteren Zeitpunkt Teil der Droga ekspresowa S8 und entsprechend umgewidmet. Sie kreuzt sich im Stadtgebiet mit der Droga krajowa 50.
Der Bahnhof Mszczonów liegt an der nur noch von Güterverkehr befahrenen Bahnstrecke Skierniewice–Łuków.

## Söhne und Töchter der Stadt
- Moshe Appelbaum (1887–1931), Maler, Grafiker und Bühnendesigner
- Andrzej Mysiński (* 1948), Kontrabassist, Dirigent und Musikpädagoge
- Hirsch David Nomberg (1876–1927), jiddischer Schriftsteller